# Angivillers
Angivillers is een gemeente in het Franse departement Oise (regio Hauts-de-France) en telt 191 inwoners (2005). De plaats maakt deel uit van het arrondissement Clermont.

## Geografie
De oppervlakte van Angivillers bedraagt 6,2 km², de bevolkingsdichtheid is 30,8 inwoners per km².
De onderstaande kaart toont de ligging van Angivillers met de belangrijkste infrastructuur en aangrenzende gemeenten.

## Demografie
Onderstaande figuur toont het verloop van het inwonertal (bron: INSEE-tellingen).